# Mrákotín (kraj Wysoczyna)
Mrákotín – gmina w Czechach, w powiecie Igława, w kraju Wysoczyna.
1 stycznia 2017 gminę zamieszkiwało 878 osób, a ich średni wiek wynosił 42,0 roku.